# 潜龙一号
潜龙一号，是中国自主研制的的水下航行器。于2012年研制完毕，并于2013年命名，其下潜深度可达6千米，具有2节的巡航速度，以及最长24小时的续航能力。可完成探测海底微地形地貌、测量水文参数等多种科探任务。